# Mosaico montano di foreste-praterie dello Zimbabwe orientale
Il Mosaico montano di foreste-praterie dello Zimbabwe orientale è un'ecoregione dell'ecozona afrotropicale, appartenente al bioma delle praterie e boscaglie montane (codice ecoregione: AT1006) che si sviluppa nella parte montuosa orientale dell'Africa meridionale.

## Territorio

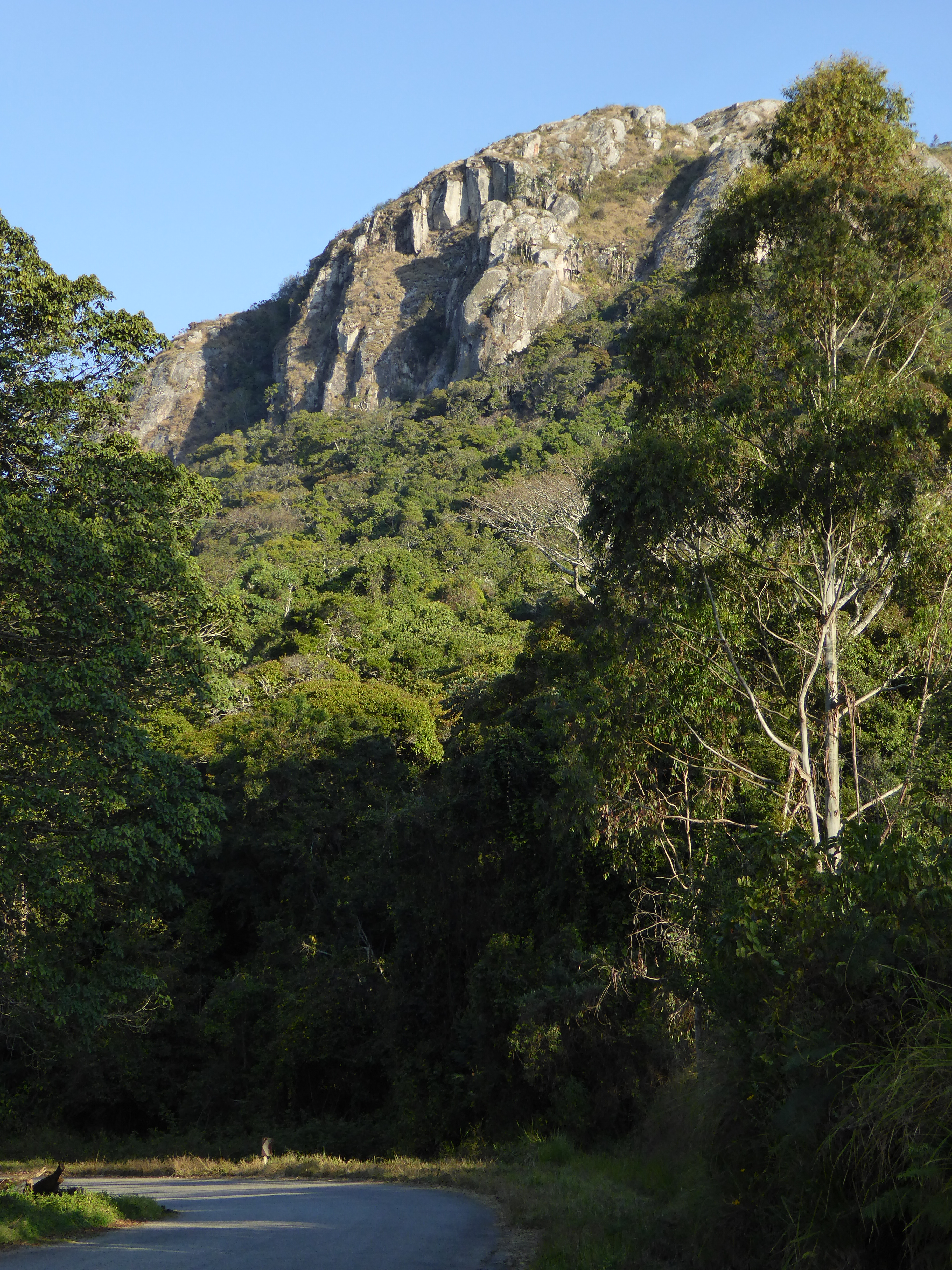
Rocce granitiche nelle montagne Vumba

L’area interessata da questa ecoregione corre lungo le montagne che dividono lo Zimbabwe orientale dalla provincia di Manica del Mozambico, dal nord verso sud si susseguono le catene dei monti Nyanga, Vumba e Chimanimani.
La posizione, parallela alla costa atlantica, e l’altitudine fanno sì che l’umidità proveniente dall’oceano Indiano sia costretta a innalzarsi fino a condensare nelle regioni di aria più fredda e quindi a cadere sotto forma di piogge che possono arrivare a 3.000 mm/anno, soprattutto sul versante esposto a oriente.
L’altezza dell’ecoregione è superiore ai 1.000 m e il suo punto più elevato raggiunge circa 2.500 m. Dal punto di visto idrografico, la regione si divide tra il bacino dello Zambesi a nord e quello del Save a sud.

## Flora
La vegetazione predominante è quella della prateria di montagna, con variazioni delle specie in funzione dell’altitudine. La caratteristica più peculiare dell’ecoregione è quella di presentare ampie macchie di foresta umida sempreverde, rimanescenti dell’antica foresta montana che si estendeva nelle zone elevate dell’Africa dai Drakensberg fino alle foreste dell'Arco orientale e dipendenti dall’umidità apportata dalle precipitazioni: per questo motivo sono più frequenti sul versante orientale e nelle valli più profonde (monti Nyanga e Chimanimani). La canopia di queste foreste raggiunge i 40–55 m di altezza, con una nota eccezionalità rappresentata dal “big tree” della foresta di Chirinda: una Khaya anthotheca gigante che svetta a 65 metri di altezza.
Un secondo tipo di foresta, montana e secca, è più diffuso nell’ecoregione: in questo caso la vegetazione dipende dall’umidità del sottosuolo e non solo dalle precipitazioni; si trova ad altezze maggiori, tra i 1.500.2.000 m e il livello superiore della canopia si ferma a 12–15 m. Le specie epifite e litofite sono onnipresenti.
Occasionalmente si incontrano macchie di miombo, nelle zone più drenate delle pendici più alte della catena.

## Fauna
L’ecoregione non presenta degli endemismi, ma piuttosto ospita specie rare, che una volta vivevano nel continuum della foresta montana africana mentre ora sono confinate nelle zone isolate che ancora presentano lo stesso habitat. Tra questi, il cercopiteco dal diadema (Cercopithecus mitis), la civetta delle palme africana (Nandinia binotata) e gli scoiattoli Heliosciurus mutabilis e Paraxerus palliatus. Si trova anche una specie poco comune di pipistrello fruttivoro, il Myonycteris relicta.
Sono stati identificati anche esemplari di leopardo, che predano alcune specie di erbivori che vivono nelle praterie e nelle brughiere: il saltarupe (Oreotragus oreotragus), l’eland (Taurotragus oryx) e l'irace del Capo (Procavia capensis); tra di loro prolifera anche il babbuino giallo (Papio cynocephalus). 
Gli uccelli sono numerosi e presentano una buona differenziazione di specie dal bucero trombettiere (Bycanistes bucinator), al turaco verde del Sudafrica (Tauraco corythaix) e alle specie che ricordamo le galline faraone Guttera pucherani.
Le farfalle sono abbondanti e caratteristiche dell’ecoregione, particolarmente dopo le piogge.
Rettili e anfibi sono presenti con numerose specie che vivono nella foresta (serpenti, gechi, rane, rospi e lucertole), in alcuni casi (sei anfibi e otto rettili) sono endemici.

## Popolazione

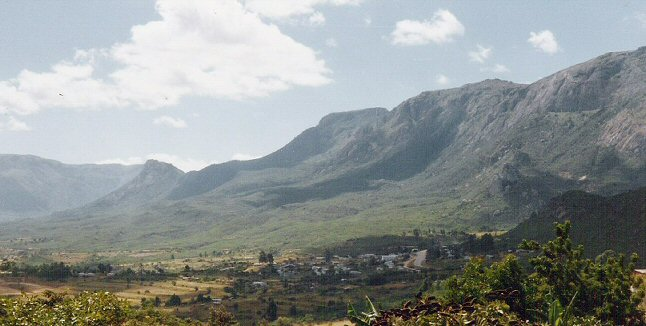
La parte settentrionale dei monti Nyanga con la città di Nyanga, nel fondovalle

Le valli fertili sono occupate in modo sempre più importante dall’avanzare degli insediamenti umani, alla ricerca di buone terre agricole.

## Conservazione
L’area è molto a rischio, a seguito dell’espansione delle attività antropiche legate all’agricoltura: le valli sono molto fertili, ben irrigate e le pendici delle colline si prestano alla coltivazione del te e del caffè, oltre che per l’allevamento di bestiame da latte.
Ai margini della zona forestata, alcune specie aliene invasive (Lantana camara, Caesalpinia decapetala, Acacia mearnsii e eucalipti) stanno conquistando sempre più spazio alle specie autoctone.
Infine, il bracconaggio di alcune specie di erbivori e la raccolta abusiva di legna per la produzione di carbone vegetale completano il quadro dei rischi a cui è soggetta questa ecoregione.
Nell’area dell’ecoregione sono comprese tre aree di conservazione: il parco nazionale Nyanga e il parco nazionale di Chimanimani in Zimbabwe e la riserva nazionale di Chimanimani in Mozambico .